# 路易丝·克吕格尔
路易丝·克吕格尔（德語：Luise Krüger，1915年1月11日—2001年6月13日），德国女子田径运动员，主攻标枪。她曾代表德国参加1936年夏季奥林匹克运动会田径比赛，获得女子标枪银牌。